# Tom McEwen
Tom McEwen, né le 10 mai 1991, est une cavalier britannique de concours complet. Il est sacré champion olympique en concours complet par équipes aux Jeux de 2020.

## Carrière
McEwen fait d'abord partie de l'équipe européenne de jeunes cavaliers de concours complet en 2010 et 2011. Il y remporte chaque fois l'or par équipe en 2010 sur Major Sweep et Private Rudolph en 2011. 
Il participe aux Jeux équestres mondiaux 2018 de Tryon avec Toledo de Kerser, terminant douzième en individuel mais participant au titre pour l'équipe britannique. En 2019, il remporte le CCI 5 Étoiles de Pau.
McEwen et Toledo De Kerser sont sélectionnés pour représenter la Grande-Bretagne aux Jeux olympiques d'été de 2020 avec un titre dans l'épreuve par équipe, suivi d'une médaille d'argent en individuel,.